# اسماعیل یغمایی
اسماعیل یغمایی یا احسان یغمایی (۲۷ شهریور ۱۳۲۰ در تهران) باستان‌شناس و نویسنده ایرانی است. یغمایی سرپرست بسیاری از کاوش‌های باستان‌شناسی مناطق مختلف ایران بوده است.
اسماعیل یغمایی فرزند حبیب یغمایی متولد ۲۷ شهریور ۱۳۲۰ در تهران است. در سال ۱۳۳۹ از دبیرستان ۱۵ بهمن دیپلم گرفته و سپس در دانشکدهٔ باستان‌شناسی و تاریخ هنر دانشگاه تهران پذیرفته شد و با فوق لیسانس باستان‌شناسی در سال ۱۳۵۴ از دانشگاه تهران فارغ‌التحصیل شد. در اردیبهشت ۱۳۴۶ در ادارهٔ باستان‌شناسی کل کشور استخدام شده و از آن تاریخ به بعد یغمایی به عنوان سرپرست در شمار زیادی از کاوش‌های باستان‌شناسی در ایران، از جمله کاخ بردک‌سیاه حضور داشته است.
یغمایی در کتابی با عنوان کاخ بردک‌سیاه، فرضیه خاستگاه راستین هخامنشیان بر پایه کاوش‌های باستان‌شناسی در محوطه تاریخی بردک‌سیاه را مطرح کرده است.

## کتاب‌ها
یغمایی آثار متعددی را منتشر کرده است که از آن‌جمله می‌توان به کتاب‌های زیر اشاره کرد:
- کتاب کتیبه خون (مربوط به آثار تاریخی کشف شده از قلایچی بوکان)[۴]
- تأثیر فرهنگ آشوری بر ماننائیان (بوکان)[۵]
- کتاب نیایش مهر در ایران[۶]
- دژ استعمار[۷]
- نقاط امن[۸]
- آن قصر که جمشید…[۹]
- گیسوان هزارساله[۱۰]
- شوش[۱۱][۱۲]
- کاخ بردک‌سیاه[۳]

او همچنین زندگی‌نامه خود را در کتابی با عنوان وقتی که بچه بودم… منتشر کرده است.

## سوابق اجرائی
برخی از سوابق اجرایی یغمایی به شرح زیر است:
- کارشناس باستان‌شناسی در ادارهٔ کل باستان‌شناسی و فرهنگ عامه، وزارت فرهنگ و هنر، اردیبهشت ۱۳۴۶
- بازنشستگی اجباری از سازمان میراث فرهنگی کشور، ۱۱ بهمن ۱۳۷۴
- همکار فرهنگستان زبان و ادب فارسی، ۱۴ اسفند ۱۳۷۴/ زمستان ۱۳۷۵
- همکار بنیاد جانبازان و مستضعفان انقلاب اسلامی ایران، بهار ۱۳۷۵
- همکار سازمان میراث فرهنگی کشور، اسفند ۱۳۷۹
- مدرس دانشگاه آزاد اسلامی (واحد کازرون)